# Shipai (Cina)
Shipai (石 排) è una suddivisione amministrativa della città di Dongguan, città-prefettura situata nella provincia di Guangdong, Cina meridionale.